# Miniera in fiamme (film 1928)
Miniera in fiamme (The Toilers) è un lungometraggio del 1928 diretto da Reginald Barker. È un film muto con musica sincronizzata ed effetti speciali.